# Batalha de Durbe

Tribos bálticas no início do século 13 antes das ordens iniciarem sua cruzada

A Batalha de Durbe (em letão:  Durbes kauja, em lituano:  Durbės mūšis, em alemão:  Schlacht an der Durbe) foi uma batalha medieval travada perto de Durbe, 23 km (14 milhas) a leste de Liepāja, na atual Letônia durante a Cruzada da Livônia. Em 13 de julho de 1260, os samogícios derrotaram profundamente as forças conjuntas dos Cavaleiros Teutônicos da Prússia e da Ordem da Livônia da Livônia. Cerca de 150 cavaleiros foram mortos, incluindo o mestre da Livônia Burchard von Hornhausen e o marechal da terra prussiano Henrik Botel. Foi de longe a maior derrota dos cavaleiros no século XII: na segunda maior, a Batalha de Aizkraukle, 71 cavaleiros foram mortos.  A batalha inspirou a Grande Revolta Prussiana (terminada em 1274) e as rebeliões dos semigálios (rendidos em 1290), dos curonianos (rendidos em 1267) e dos oeselianos (rendidos em 1261). A batalha desfez duas décadas de conquistas da Livônia e levou cerca de trinta anos para a Ordem da Livônia restaurar seu controle.